# Nationalpark Limpopo
Der Nationalpark Limpopo (portugiesisch Parque Nacional do Limpopo) in Mosambik wurde am 27. November 2001 durch Zusammenlegung und Unterschutzstellung von ehemaligen Jagdgebieten gegründet. Zusammen mit dem Kruger-Nationalpark in Südafrika und dem Gonarezhou-Nationalpark in Simbabwe sowie einigen kleineren Schutzgebieten bildet er den länderübergreifenden Great Limpopo Transfrontier Park. Der Nationalpark ist nach dem wichtigsten Fluss im Nationalpark, dem Limpopo benannt.

## Lage
Der Nationalpark Limpopo liegt im Südwesten des Landes in der Provinz Gaza. Im Westen grenzt er direkt an Südafrikas Kruger-Nationalpark. Vom Norden her bildet der Verlauf des Limpopos die natürliche Grenze des Parks im Osten. Die südliche Grenze bildet von der Grenze Südafrikas der Lepelle (Olifants River), der in den Massingir-Stausee fließt und danach auf den durch den Nationalpark fließenden Shingwedzi trifft, der seinerseits von dort bis zur Mündung in den Limpopo die Grenze bildet.

## Geschichte
Am 27. November 2001, ein Jahr nach der Verkündung des Projektes zur Schaffung des Great Limpopo Transfrontier Park, wurde der Nationalpark Limpopo per Dekret der mosambikanischen Regierung gegründet. Mit finanzieller Unterstützung, unter anderem aus Deutschland, Südafrika und den USA wird seither die Infrastruktur geschaffen und werden örtliche Anwohner als Parkaufseher und Fremdenführer ausgebildet. Die Entwicklung geschieht dabei eng verzahnt mit der des Great Limpopo Transfrontier Park.
2002 wurden die ersten 45 Kilometer Grenzzaun zwischen dem südafrikanischen Kruger-Nationalpark und dem Limpopo-Nationalpark beseitigt. Bis 2010 sollen auch die restlichen Zäune zwischen den beiden Parks abgerissen werden. Dies scheitert zurzeit noch an Problemen mit grenzüberschreitender Kriminalität und illegalen Grenzüberschreitungen.
Im Dezember 2005 eröffnete der Grenzposten Giriyondo zwischen dem südafrikanischen Kruger-Nationalpark und dem Limpopo-Nationalpark.
Auf dem Gebiet des heutigen Nationalparks leben etwa 27.000 Menschen und betreiben Landwirtschaft. Im Gegensatz zum bisherigen Verständnis von Nationalparks im südlichen Afrika werden auch in Zukunft Tiere und Menschen miteinander im Nationalpark leben. Vor allem entlang des Limpopos wird eine Übergangszone eingerichtet. Die hier lebende Bevölkerung soll durch verschiedene Programme vom Tourismus im Nationalpark profitieren. Nur etwa 7.000 Menschen aus dem westlichen Parkgebieten sollen umgesiedelt werden.

## Landschaft und Vegetation
Im Nationalpark Limpopo herrscht Buschland vor, teilweise auch das sogenannte Sandvelt, ein artenreiches Buschland auf sandigen Böden unter anderem mit Afzelia quanzensis, Brechnüssen und Myrobalanen. Hauptsächlich entlang der Nebenflüsse des Limpopos im Norden und im Gebiet zwischen dem Shingwedzi und des  Machampane im Osten kommen ausgedehnte Mopane- und Akazien-Wälder vor. Entlang des gesamten Limpopo und teilweise auch des Shingwedzi ist die Landschaft streckenweise geprägt von landwirtschaftlichen Flächen der hier siedelnden Bevölkerung, auf denen alle Bäume entfernt wurden.

## Tierwelt
Die Tierwelt im Gebiet des heutigen Nationalparks Limpopo war durch den Unabhängigkeitskampf und den anschließend 16 Jahre dauernden Bürgerkrieg zum größten Teil ausgerottet. Seit der Gründung des Nationalparks wird mit der Umsiedlung von 10 verschiedenen Tierarten aus dem südafrikanischen Kruger-Nationalpark versucht unter anderem Giraffen, Elefanten, Zebras, Gnus und Warzenschweine anzusiedeln.

## Infrastruktur / Tourismus
Das Hauptquartier der Parkverwaltung ist in Massingir. Die Infrastruktur befindet sich überwiegend noch im Aufbau. Der Park ist in mehrere Zonen mit unterschiedlich intensiver Nutzung unterteilt. Es soll ein Nationalpark geschaffen werden, in dem die Tiere auch Rückzugsgebiete mit niedriger touristischer Nutzung vorfinden.

### Parkeingänge
Der Park verfügt zurzeit über drei Eingänge.
- Massingir Gate, ca. 8 Kilometer von Massingir im Süden des Parks
- Mapai Gate im Nordosten Mosambiks
- Giriyondo Gate in der südlichen Hälfte des Krüger Nationalparks (Südafrika)
- geplant: Parvui Gate im Norden des Kruger Nationalparks (Südafrika)
- geplant: Shingwedzi Gate am Shingwedzi aus dem Kruger-Nationalpark (Südafrika)

### Straßen
Der Park ist zum größten Teil nur mit Geländewagen befahrbar.

### Unterkünfte
Die Infrastruktur ist noch im Aufbau, neben einem privat betriebenen Camp existieren nur Zeltplätze für Selbstversorger im Nationalpark.
- Lodges
  - Machampane Camp (privates Camp im Nationalpark)
- Zeltplätze
  - Campismo Aguia Pesqueira

### Allgemeine Quellen
- Homepage des Limpopo-Nationalparks